# Phlogophora ignicula
Phlogophora ignicula là một loài bướm đêm trong họ Noctuidae.